# Ain't No Sunshine
Ain't No Sunshine is een nummer van Bill Withers, afkomstig van zijn album Just As I Am uit 1971. Het nummer werd geproduceerd door Booker T. Jones. Op 17 juni 1971 werd het nummer eerst in de VS en Canada op single uitgebracht. In september dat jaar volgden Europa, Australië en Nieuw-Zeeland.
Het is talloze keren gecoverd door andere artiesten. 

## Originele versie (1971)
Ain't No Sunshine is een van Withers' bekendste platen en was zijn eerste grote hit. In Withers' thuisland de VS  bereikte de plaat de 3e positie in de Billboard Hot 100 en won een Grammy Award voor beste r&b-song in 1972. Het staat op de 285e plaats op Rolling Stone's lijst van 500 beste nummers ooit.. In Canada werd de 9e positie behaald en in Australië de 17e.
In Nederland werd de plaat op zaterdag 6 november 1971 door de omroepen verkozen tot de 36e Troetelschijf van de week op Hilversum 3 en werd een radiohit. De plaat bereikte de 19e positie in de Hilversum 3 Top 30 / Daverende Dertig met dj Felix Meurders en de 21e positie in de Nederlandse Top 40 op Radio Veronica.
In België bereikte de plaat de 17e positie in de voorloper van de Vlaamse Ultratop 50, de 14e positie in de Vlaamse Radio 2 Top 30 en de 27e positie in Wallonië.
Withers nam het nummer op samen met Donald Dunn (basgitarist) en Al Jackson Jr. (drummer). Hij schreef Ain't No Sunshine zelf. Hij kreeg inspiratie voor het lied bij het zien van de film Days of Wine and Roses uit 1962.
 
Withers werkte toen hij het nummer componeerde nog in een fabriek, waar toiletten voor Boeing 747s werden gemaakt.
Withers wilde het derde couplet eigenlijk meer tekst geven in plaats van enkel een constante herhaling van de woorden "I know", maar hij kreeg van andere muzikanten het advies het zo te laten.
Ain't No Sunshine werd oorspronkelijk uitgegeven als B-kant van een ander nummer, Harlem, maar werd veel populairder dan dat nummer. Dj's speelden steevast Ain't No Sunshine af als de single.
Ain't No Sunshine is verwerkt in de soundtrack van de films Notting Hill, Exit Wounds, Old School, Amy, Crooklyn en Munich. Verder was het te horen in de televisieseries Drawn Together, CSI: Crime Scene Investigation, LAX ,One on One, The Fresh Prince of Bel-Air en CSI: NY.

## Hitnoteringen

### Nederlandse Top 40
| Hitnotering: 20-11-1971 t/m 25-12-1971 | Hitnotering: 20-11-1971 t/m 25-12-1971 | Hitnotering: 20-11-1971 t/m 25-12-1971 | Hitnotering: 20-11-1971 t/m 25-12-1971 | Hitnotering: 20-11-1971 t/m 25-12-1971 | Hitnotering: 20-11-1971 t/m 25-12-1971 | Hitnotering: 20-11-1971 t/m 25-12-1971 | Hitnotering: 20-11-1971 t/m 25-12-1971 |
| Week:                                  | 1                                      | 2                                      | 3                                      | 4                                      | 5                                      | 6                                      |                                        |
| -------------------------------------- | -------------------------------------- | -------------------------------------- | -------------------------------------- | -------------------------------------- | -------------------------------------- | -------------------------------------- | -------------------------------------- |
| Positie:                               | 24                                     | 21                                     | 22                                     | 33                                     | 36                                     | 39                                     | uit                                    |

### Hilversum 3 Top 30 / Daverende Dertig
| Hitnotering: (Week 1 t/m 4) 20-11-1971 t/m 11-12-1971 Hitnotering: (Week 5 t/m 6) 28-05-2011 t/m 04-06-2011 | Hitnotering: (Week 1 t/m 4) 20-11-1971 t/m 11-12-1971 Hitnotering: (Week 5 t/m 6) 28-05-2011 t/m 04-06-2011 | Hitnotering: (Week 1 t/m 4) 20-11-1971 t/m 11-12-1971 Hitnotering: (Week 5 t/m 6) 28-05-2011 t/m 04-06-2011 | Hitnotering: (Week 1 t/m 4) 20-11-1971 t/m 11-12-1971 Hitnotering: (Week 5 t/m 6) 28-05-2011 t/m 04-06-2011 | Hitnotering: (Week 1 t/m 4) 20-11-1971 t/m 11-12-1971 Hitnotering: (Week 5 t/m 6) 28-05-2011 t/m 04-06-2011 | Hitnotering: (Week 1 t/m 4) 20-11-1971 t/m 11-12-1971 Hitnotering: (Week 5 t/m 6) 28-05-2011 t/m 04-06-2011 | Hitnotering: (Week 1 t/m 4) 20-11-1971 t/m 11-12-1971 Hitnotering: (Week 5 t/m 6) 28-05-2011 t/m 04-06-2011 | Hitnotering: (Week 1 t/m 4) 20-11-1971 t/m 11-12-1971 Hitnotering: (Week 5 t/m 6) 28-05-2011 t/m 04-06-2011 | Hitnotering: (Week 1 t/m 4) 20-11-1971 t/m 11-12-1971 Hitnotering: (Week 5 t/m 6) 28-05-2011 t/m 04-06-2011 |
| Week: | 1 | 2 | 3 | 4 | | 5 | 6 | |
| --- | --- | --- | --- | --- | --- | --- | --- | --- |
| Positie: | 29 | 19 | 19 | 21 | uit | 51 | 74 | uit |

### NPO Radio 2 Top 2000
| Nummer met noteringen in de NPO Radio 2 Top 2000 | '99 | '00 | '01 | '02 | '03 | '04 | '05 | '06  | '07 | '08 | '09  | '10 | '11 | '12 | '13 | '14 | '15 | '16 | '17 | '18 | '19 | '20 | '21 | '22 | '23 | '24 |
| ------------------------------------------------ | --- | --- | --- | --- | --- | --- | --- | ---- | --- | --- | ---- | --- | --- | --- | --- | --- | --- | --- | --- | --- | --- | --- | --- | --- | --- | --- |
| Ain't No Sunshine                                | 864 | -   | 771 | 969 | 761 | 570 | 851 | 1044 | 851 | 814 | 1099 | 649 | 298 | 217 | 209 | 257 | 244 | 263 | 259 | 451 | 472 | 160 | 323 | 459 | 442 | 454 |

1. ↑  Een '-' betekent dat het nummer niet was genoteerd en een vetgedrukt getal geeft de hoogste notering aan.

## The eclipse mix (1988)
In 1988 maakte de Nederlandse dj Ben Liebrand een remix van het nummer. Begin 1989 kwam het nummer in de Nederlandse hitlijsten terecht.

### Hitnoteringen

#### Nederlandse Top 40
| Hitnotering: 04-02-1989 t/m 04-03-1989 | Hitnotering: 04-02-1989 t/m 04-03-1989 | Hitnotering: 04-02-1989 t/m 04-03-1989 | Hitnotering: 04-02-1989 t/m 04-03-1989 | Hitnotering: 04-02-1989 t/m 04-03-1989 | Hitnotering: 04-02-1989 t/m 04-03-1989 | Hitnotering: 04-02-1989 t/m 04-03-1989 |
| Week:                                  | 1                                      | 2                                      | 3                                      | 4                                      | 5                                      |                                        |
| -------------------------------------- | -------------------------------------- | -------------------------------------- | -------------------------------------- | -------------------------------------- | -------------------------------------- | -------------------------------------- |
| Positie:                               | 33                                     | 28                                     | 26                                     | 32                                     | 39                                     | uit                                    |

#### NederlandseSingle Top 100
| Hitnotering: 07-01-1989 t/m 11-03-1989 | Hitnotering: 07-01-1989 t/m 11-03-1989 | Hitnotering: 07-01-1989 t/m 11-03-1989 | Hitnotering: 07-01-1989 t/m 11-03-1989 | Hitnotering: 07-01-1989 t/m 11-03-1989 | Hitnotering: 07-01-1989 t/m 11-03-1989 | Hitnotering: 07-01-1989 t/m 11-03-1989 | Hitnotering: 07-01-1989 t/m 11-03-1989 | Hitnotering: 07-01-1989 t/m 11-03-1989 | Hitnotering: 07-01-1989 t/m 11-03-1989 | Hitnotering: 07-01-1989 t/m 11-03-1989 | Hitnotering: 07-01-1989 t/m 11-03-1989 |
| Week:                                  | 1                                      | 2                                      | 3                                      | 4                                      | 5                                      | 6                                      | 7                                      | 8                                      | 9                                      | 10                                     |                                        |
| -------------------------------------- | -------------------------------------- | -------------------------------------- | -------------------------------------- | -------------------------------------- | -------------------------------------- | -------------------------------------- | -------------------------------------- | -------------------------------------- | -------------------------------------- | -------------------------------------- | -------------------------------------- |
| Positie:                               | 90                                     | 82                                     | 64                                     | 31                                     | 26                                     | 26                                     | 35                                     | 45                                     | 61                                     | 68                                     | uit                                    |

## Cover door Michael Jackson (1972)
Het nummer werd in 1972 gecoverd door de toen 14-jarige zanger Michael Jackson voor zijn debuutalbum Got to Be There. Het was het vierde nummer van dat album dat werd uitgebracht op single.

## Andere covers
Ten minste 167 artiesten hebben het nummer gecoverd:
- Aaron Kelly
- Aaron Neville
- Abramo
- Adam Again
- Airto Moreira & Flora Purim
- Al Green
- Al Jarreau
- Amos Lee
- Andy Abraham
- Anomie Belle
- At Last
- Augustus Pablo
- Aynsley Lister
- Azul project
- A-mei
- Barry White
- B.B. King
- Betty Wright
- Black Label Society
- BoA
- Bob Marley
- Bobby Blue Bland
- Boney James
- Boris Gardiner
- Buddy Guy
- stven robb
- Budka Suflera
- Cat Stevens
- Chenoa
- Christina Christian
- D'Angelo
- DMX
- Daphne's Flight
- Dave McPherson
- David Cassidy
- David Sanborn
- Des'ree & Ladysmith Black Mambazo
- Ed Sheeran
- Emily King
- Eva Cassidy
- Everlast
- Fable

- FaithSFX
- Fall Out Boy
- Finger Eleven
- Freddie Foxxx
- Freddie King
- Giorgia
- The Gearheads
- Gomez
- Grace Kelly
- Grover Washington, Jr.
- Hanson
- Horace Andy
- Intars Busulis
- Isaac Hayes
- Ivan "Boogaloo Joe" Jones
- Idiot Glee
- Jars of Clay
- Ja Rule
- James Taylor
- Jeff Beck
- Joan Osborne
- Joe Cocker
- Johnny Clarke
- John Mayer
- John Waite
- José Feliciano
- Joss Stone
- Junior Murvin
- Justin Nozuka
- Justin Timberlake & Robyn Troup
- Kainalu Busque
- Kashmere Stage Band
- Ken Boothe
- Kenny Rogers
- Khalil Fong
- Kid Frost
- Kris Allen
- Ladysmith Black Mambazo
- Lee DeWyze
- Lenny Kravitz
- Lighthouse Family
- Lionel Hampton

- Lucero
- Lyn Collins
- Mama Lion
- Mark Knopfler & Al Jarreau
- Mark Eitzel
- Maroon 5
- Marvin Gaye
- Matt Andersen
- Max Mutzke
- Maynard Ferguson
- Maysa
- Me First and the Gimme Gimmes
- Melanie Safka
- Melody Gardot
- Merrill Osmond
- Michael Bolton
- Michael Chapdelaine
- Michael Jackson
- Montezuma's Revenge
- Mother Funk
- Naná Vasconcelos
- Neil Diamond
- New Found Road
- New York Voices
- Overboard
- Olivia Ong
- Pastor Troy
- Paul Brown
- Paul Carrack
- Paul McCartney (met zang van Hamish Stuart)
- Percy Sledge
- Prophets Of Soul
- Rachel Z
- Rahsaan Roland Kirk
- Reverend B and the WannaB's
- Richard Marx
- Rhymefest
- Rob Thomas Ft. Carlos Santana
- Rockmelons & Deni Hines
- Rodney Jones
- Roy Ayers
- Ryder Blood'z

- Sabrina Starke
- Sakis Rouvas
- Savoy Brown
- Scott Walker
- Selah Sue feat. Ronny Mosuse
- Shazad Habib
- Shaun Smith
- Sìleas
- Sivuca
- Slavi Trifonov
- Smoma
- Soul For Real
- Steven Houghton
- Sting
- Subsonica
- Sydney Youngblood
- Taufik Batisah
- TC Carson
- Ted Levine
- Tereza Kerndlová
- The Police
- The Temptations
- The Lushtones
- The Slackers
- Tim Johnson
- Tom Jones
- Tom Petty & The Heartbreakers
- Tori Amos
- Tracy Chapman
- Tyrone Wells
- UB40
- Umphrey's McGee
- Van Morrison
- Victor Wooten
- Wovenhand
- Will Hoge
- Will Young
- Woven Hand
- Wynonna Judd
- Ysabella Brave
- Young Kiss
- Ziggy Marley

## Andere versies
Er zijn ook enkele andere nummers met de titel "Ain't No Sunshine", maar dit zijn geen echte covers. Voorbeelden hiervan zijn afkomstig van Akon, Cuban Link, Kid Frost, DMX en Boxcutter.
Het lied is tevens vertaald naar het Duits door Lukas Hilbert. Deze versie heet "Mein Tag, Mein Licht," en is onder andere opgenomen door Jazzkantine en Yvonne Catterfeld. Een andere Duitstalige versie, "Allem Anschein nach bist Du's", werd in 2003 uitgebracht door Stefan Gwildis.